# Cavallet (eina)

Dibuix esquemàtic d'un cavallet.

Un cavallet és una eina formada per una peça horitzontal suportada per quatre peus, agrupats en parells prop dels extrems formant cada parell una lletra A. Pot ser fix o plegable. Els cavallets tradicionals eren de fusta. També n'hi ha de metàl·lics i de materials plàstics.